# توماس گوربرت
توماس گوربرت (انگلیسی: Thomas Guerbert؛ زادهٔ ۶ آوریل ۱۹۸۹) بازیکن فوتبال اهل فرانسه است.
از باشگاه‌هایی که در آن بازی کرده‌است می‌توان به باشگاه فوتبال دیژون و باشگاه فوتبال سوشو اشاره کرد.